# Jan van Bemmel

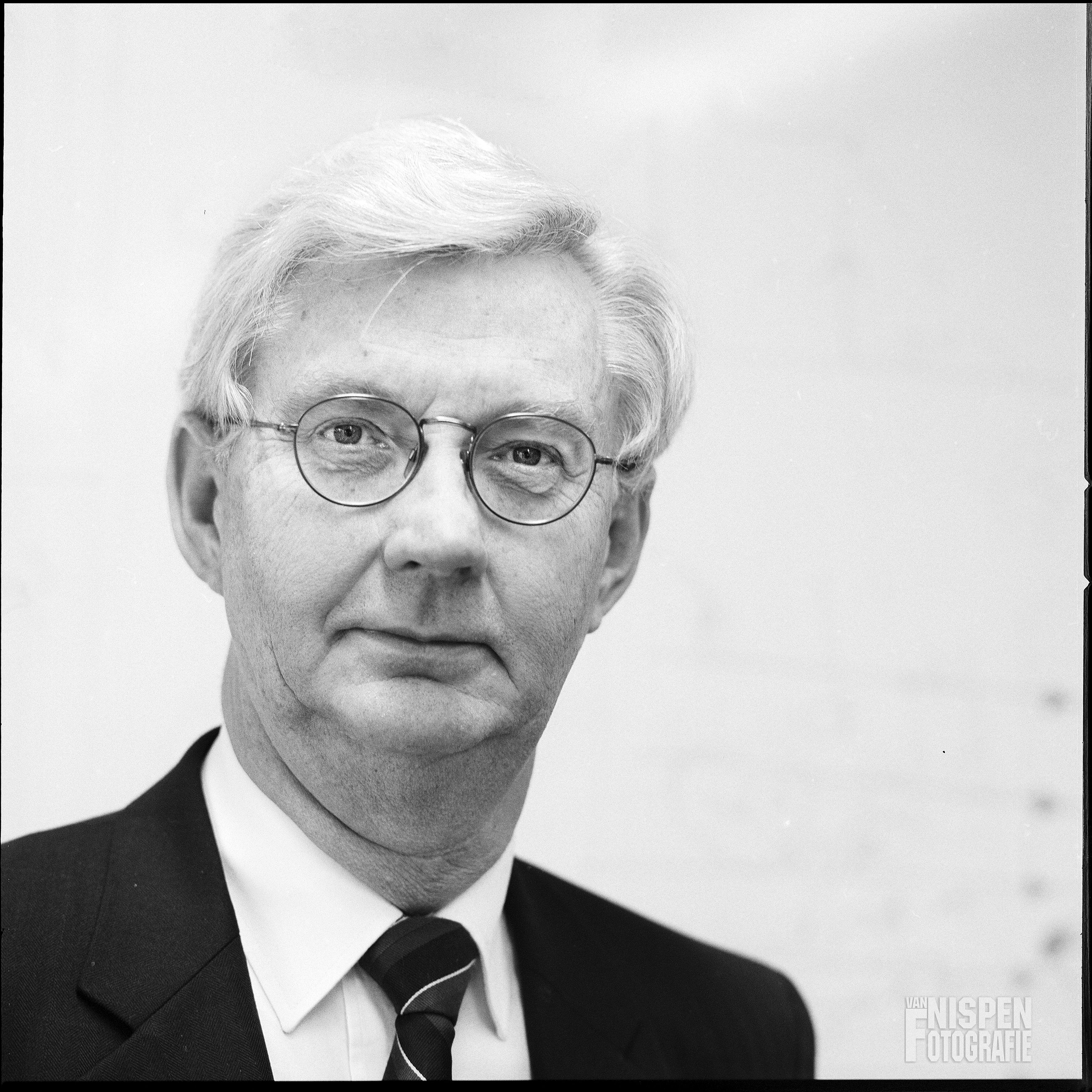
Jan van Bemmel (2003)

Jan Hendrik van Bemmel (* 1938 in Rotterdam) ist ein niederländischer Medizininformatiker und Pionier der Medizinischen Informatik.

## Leben
Nach seiner Promotion 1969 an der Universität Nimwegen (Niederlande) in Physik und Mathematik wurde er 1971 Professor für Medizinische Informatik. Von 1973 bis 1987 war er Professor für Medizinische Informatik an der Freien Universität Amsterdam und ab 1987 Professor für Medizinische Informatik an der Universität Rotterdam. Von 2000 bis 2003 war er Rektor der Erasmus-Universität Rotterdam.

## Auszeichnungen
- Royal Netherlands Academy of Arts and Sciences, Mitglied seit 1987
- Institute of Medicine of National Academy of Science (USA), korrespondierendes Mitglied seit 1991
- B. Bolzano Honorary Medaille der Academy of Sciences, Tschechische Republik, 1999
- Umbra Erasmi Medaille der Erasmus-Universität Rotterdam, 1998
- Ad Fontes Medaille der Erasmus-Universität Rotterdam, 2003
- Ritter des Ordens vom Niederländischen Löwen, 2003
- Ehrenmitgliedschaft der European Federation for Medical Informatics (EFMI), 2006

## Veröffentlichungen
- Jan van Bemmel, M.A. Musen, Mark A. Musen (Hrsg.): Handbook of Medical Informatics. Springer, Heidelberg 1997, ISBN 3-540-63351-0.